# Paramesotriton fuzhongensis
Espèce
Statut de conservation UICN

 VU B1ab(iii,v) : Vulnérable
Paramesotriton fuzhongensis est une espèce d'urodèles de la famille des Salamandridae.

## Répartition
Cette espèce est endémique du Guangxi en République populaire de Chine. Elle se rencontre dans les xians de Zhongshan, Fuchuan dans la préfecture de Hezhou et de Gongchen dans la préfecture de Guilin, entre 400 et 1 200 m d'altitude.

## Description
Paramesotriton fuzhongensis mesure entre 130 et 170 mm dont environ 70 mm pour la queue. Sa peau est très rugueuse. Son dos est vert olive avec de petites taches noires. Ses flancs sont parcourus de lignes blanc grisâtre ou présentent des taches noires. Sa face ventrale est pâles avec des taches rouges ou orangé qui sont plus petites mais plus dense au niveau de la gorge. La queue de la femelle est plus longue et moins haute que celle du mâle.

## Publication originale
- Wen, 1989 : A new species of the genus Paramesotriton (Amphibia: Caudata) from Guangxi and a comparison with P. guangxiensis. Chinese Herpetological Research, vol. 2, p. 15-20 (texte intégral).